# Centro de salud La Rivota
El Centro de Salud La Rivota es un centro de atención primaria de la red sanitaria pública de la Comunidad de Madrid, situado en Alcorcón, al suroeste de la ciudad de Madrid. Es uno de los centros de salud pioneros en el desarrollo de la atención primaria de salud en España (en 1985).

## Historia

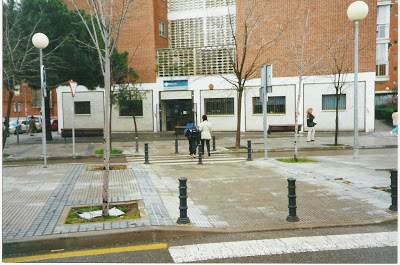
Centro de Salud Granero Vicedo

El Centro de Salud Granero Vicedo (calle Valladolid n.º 22, Alcorcón) comenzó su andadura en enero de 1985; fue uno de los cinco primeros centros de salud de la Comunidad de Madrid (en la actualidad hay más de 266). Se cerró por ser un local muy antiguo y de reducidas dimensiones, y en enero de 2007 se inauguró el edificio actual denominado Centro de Salud La Rivota.
En la actualidad, Alcorcón cuenta con otros 7 centros de salud y un hospital universitario, establecimientos todos ellos de la red sanitaria pública madrileña, incluidos en la Dirección Asistencial Oeste, dentro de la organización territorial del Servicio Madrileño de Salud.

## Características
El edificio tiene 2208 m² de superficie construida, siendo sus arquitectos Sebastián Araujo, Jaime Nadal y M.ª Jesús Marteles. En su construcción se ha utilizado el acero galvanizado para cubrir todas las fachadas externas, obteniendo menciones especiales por sus aspectos arquitectónicos.
El Centro de Salud La Rivota atiende a una población de aproximadamente 23.000 personas, desde las 08:00 a las 21:00 horas, de lunes a viernes. La plantilla está compuesta por personal sanitario y no sanitario. Entre los primeros están: 13 médicos de familia, 3 pediatras, 1 odontólogo, 12 enfermeras (10 dedicadas a la atención de personas adultas y 2 enfermeras pediátricas) y 1 auxiliar de enfermería, 1 fisioterapéuta, 1 higienista dental y 1 trabajadora social.

## Docencia
El Centro de Salud La Rivota está acreditado para la actividad docente posgrado en Pediatría:
- Médicos MIR de la especialidad de Pediatría.
- Enfermeras EIR de la especialidad de Pediatría.

También para la docencia de pregrado de Enfermería como colaboradores docentes de:
- Universidad Rey Juan Carlos.
- Universidad Europea de Madrid.

## Reconocimientos y premios
- 3.ª Jornada de Calidad en Atención Primaria, Madrid 3 de octubre de 2013. Premio al mejor póster: "Circuito de entrega de tiras reactivas para pacientes diabéticos. Cómo mejorarlo y optimizar el consumo". Á. Palacios Pérez, y cols.[8]
- Poema de reconocimiento a los profesionales del centro: "Al Centro médico La Rivota, sin omitir a nadie", por S. Caraballo Díaz.[9]

## Localización
El edificio está ubicado en la calle Las Palmeras s/n de la localidad de Alcorcón, ciudad  de 169.308 habitantes (en 2012) situada en el suroeste de la Comunidad de Madrid, a 15,4 km del centro de la ciudad de Madrid por la Autovía del Suroeste (Madrid-Badajoz), y a 689,7 metros sobre el nivel del mar.
El Centro de Salud está situado a 1,6 km de su hospital de referencia, el Hospital Universitario Fundación Alcorcón. Otros hospitales próximos son el Hospital Universitario de Móstoles (a 5,5 km) y el Hospital Universitario Rey Juan Carlos, también en Móstoles a 4,5 km.

## Acceso mediante transporte público
La parada del tren de cercanías se encuentra a unos 800 metros, las demás paradas de autobuses se encuentran más cerca, a 100-200 metros.
- Cercanías de ferrocarril:[14]

- : Móstoles - El Soto - Alcorcón - Madrid (Atocha) - Fuenlabrada - Humanes:

- Parada: Las Retamas (a 800 metros, 10 minutos caminando).

- Autobuses interurbanos de la Comunidad de Madrid:[14]

- 510: Villaviciosa de Odón (El Bosque) - Alcorcón (solo en este sentido):

- Paradas: calle Los Robles n.º 3 y calle Las Retamas n.º 25.

- 516: Madrid (Príncipe Pío) - Alcorcón (por Universidad Rey Juan Carlos):

- Paradas: calle Las Retamas n.º 3 y Las Retamas n.º 25.

- 520: Móstoles - Alcorcón:

- Paradas: calle Las Retamas n.º 3, calle Los Robles 1 y 3.

- Autobuses locales de Alcorcón:[14]

- 1: Fuente Cisneros - Polvoranca (solo este sentido):

- Paradas: calles Las Retamas n.º 3 y calle Los Robles n.º 1.

- 2: Circular: Ondarreta - Prado de Santo Domingo:

- Paradas: calles Las Retamas n.º 3 y calle Los Robles n.º 1 y 3.

- Autobuses nocturnos:[14]

- N502: Madrid (Príncipe Pío) - Alcorcón:

- Parada: calle Las Retamas n.º 3.